# Freunde der Nationalgalerie
Der 1977 wiederbegründete Verein Freunde der Nationalgalerie e. V. (vormals Verein der Freunde der Nationalgalerie e. V.) ist ein gemeinnütziger Verein, der den Zweck verfolgt, die Nationalgalerie in Berlin nachhaltig zu fördern und an ihrem weiteren Aufbau mitzuwirken. Er ist der unmittelbare Nachfolger des „Vereins der Freunde der Nationalgalerie“, der 1929 in Berlin gegründet wurde und dessen Aktivitäten im Zweiten Weltkrieg eingestellt wurden. Derzeit hat der Verein rund 1.500 Mitglieder. Vorsitzende ist seit 2023 der Unternehmer Christian Kohorst. Bekannt geworden ist der Verein vor allem durch die Umsetzung der Ausstellungen „Das MoMA in Berlin“ (2004) und „Die schönsten Franzosen kommen aus New York“ (2007) in der Neuen Nationalgalerie unter dem Vorsitzenden Peter Raue. Der Verein ist Träger des Preis der Nationalgalerie und des Förderpreis für Filmkunst. Die Mitgliedschaft ist besonders selektiv: sie erfordert neben einem von zwei Bürgen unterstützten Aufnahmeauftrag die Aufnahme durch den Vorstand.

## Geschichte
Als der Konsul Joachim Heinrich Wilhelm Wagener dem König von Preußen 1859 seine Sammlung als Grundstock für eine Nationalgalerie testamentarisch vermachte, war auch dies ein Baustein zur Geburt des deutschen Nationalstaates. Mit dem 1876 eingeweihten monumentalen Tempel der Nationalgalerie war ein weiterer Schritt getan zur Herausbildung einer deutschen Nationalkultur im fünf Jahre zuvor gegründeten Deutschen Reich.
Bereits der 1896 berufene Direktor Hugo von Tschudi hegte den Traum, der Nationalgalerie einen Förderverein an die Seite zu stellen. Doch erst sein 1909 eingesetzter Nachfolger Ludwig Justi ging im Juni 1929 daran, unterstützt vom Vorstandsvorsitzenden Eduard Freiherr von der Heydt, dieses Projekt zu verwirklichen. In der Gründungsphase zählte der Verein der Freunde der Nationalgalerie 70 Mitglieder.
Während Ludwig Justi bei seinen Erwerbungen vorwiegend eine „deutsche Linie“ verfolgte, konnte der Verein auch internationale Kunst erwerben wie Braque, Gris, Munch, Picasso. Diese Werke blieben Eigentum des Fördervereins und wurden der Nationalgalerie als Leihgaben zur Verfügung gestellt.
Nach Anbruch des „Dritten Reichs“ und der Amtsenthebung Ludwig Justis blieben spektakuläre Erwerbungen aus. Seit der Aktion „Entartete Kunst“ 1937 war der Verein gezwungen, seine Gemälde der europäischen Moderne für einen Bruchteil ihres Wertes zu veräußern.

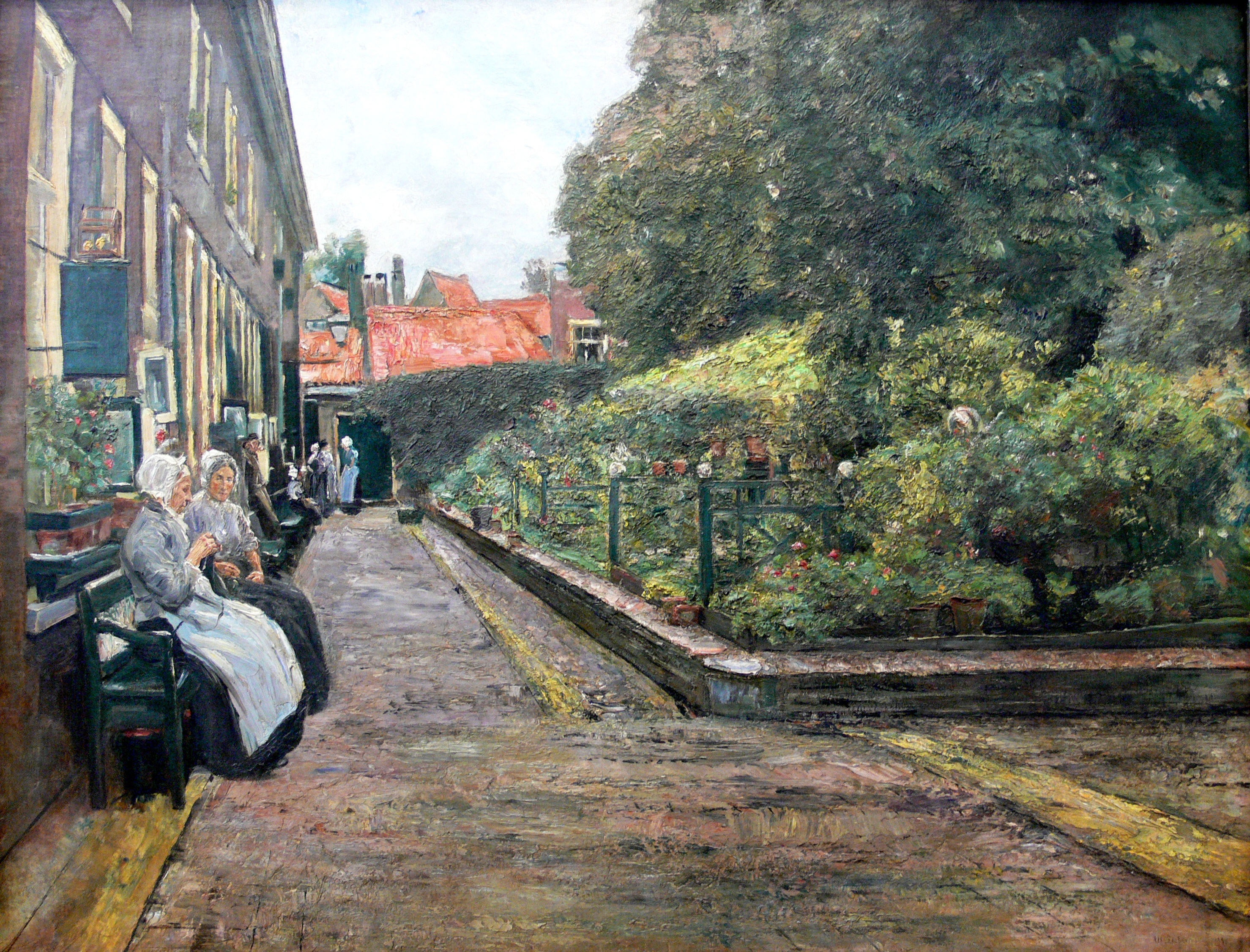
Max Liebermann: Stevenstift in Leyden

Im Verlaufe des Zweiten Weltkrieges hatte sich die Mitgliederzahl auf 15 reduziert. Nach Kriegsende stellte er seine Aktivitäten ein.
Erst am 8. Juni 1977 konnte auf Initiative des Direktors Dieter Honisch der Verein der Freunde der Nationalgalerie wieder ins Leben gerufen werden. Bereits auf der Gründungsversammlung wurde beschlossen, Max Liebermanns Stevenstift in Leyden zu erwerben, um anderen Kaufinteressenten zuvorzukommen. Damit war der Verein in seiner Satzungsaufgabe auf Anhieb aktiv geworden; und in diesem Tempo sollte es weiter gehen.
Heute zählt der Förderverein mehr als 1.500 Mitglieder und Firmenmitglieder, die allein durch die Mitgliedsbeiträge einen Etat von über 1 Million Euro zur Verfügung stellen. Die Erfolgsgeschichte des Vereins ist eng verbunden mit der Persönlichkeit seines ersten Vorsitzenden Peter Raue, der von 1977 bis 2008 den Verein leitete. Seinem Charisma ist die Entwicklung zum prominentesten Museumsverein in Deutschland zu verdanken. Seine Nachfolgerin bis 2014 war die ehemalige Kulturstaatsministerin Christina Weiss. Von 2014 bis 2023 war die Unternehmerin Gabriele Quandt Vorsitzende des Vereins. Ihr folgte im Mai 2023 Christian Kohorst. Seit 2016 trägt der Verein den Namen Freunde der Nationalgalerie e.V.

## Aufgabe des Vereins
Der Verein verfolgt den Zweck, die Nationalgalerie nachhaltig zu fördern und an ihrem weiteren Aufbau mitzuwirken. Es sind drei Säulen, die gemäß der Satzung die Tätigkeit der Freunde der Nationalgalerie bestimmen:
- Der Erwerb von Kunstwerken außerordentlichen Ranges,
- die Finanzierung und Realisierung von Sonderausstellungen herausragender Künstler und bedeutender kunsthistorischer Themen sowie
- die Förderung wissenschaftlicher Arbeiten.

Alle Aktivitäten geschehen in Absprache mit dem Direktor der Nationalgalerie. Grundsätzlich gibt es keinen Erwerb, keine Ausstellung, die nicht von der künstlerisch-wissenschaftlichen Leitung gewünscht wird.

### Kunstankäufe
Der Wert der vom Verein bislang erworbenen Kunstwerke liegt bei der Summe von rund 55 Millionen Euro. Die Skala der Erwerbungen reicht von Adolph Menzel und Max Liebermann über die dadaistischen Assemblagen von Hans Arp, Hannah Höch und Kurt Schwitters bis hin zur Rückerwerbung „entarteter Kunst“ mit Emil Noldes „Christus und die Sünderin“ sowie dem Ankauf zeitgenössischer Werke beispielsweise von Jenny Holzer, Christian Jankowski, Ceal Floyer oder Thomas Demand.
Höhepunkt war 1982 der tollkühne Mut – der Verein zählte damals 120 Mitglieder – zum Erwerb von Barnett Newmans „Who's Afraid of Red, Yellow and Blue IV“ für 1,2 Millionen US-Dollar, einem Hauptwerk amerikanischer Farbfeldmalerei. Zuerst wurde gekauft – erst danach wurde begonnen zu sammeln.

### Geförderte Ausstellungen

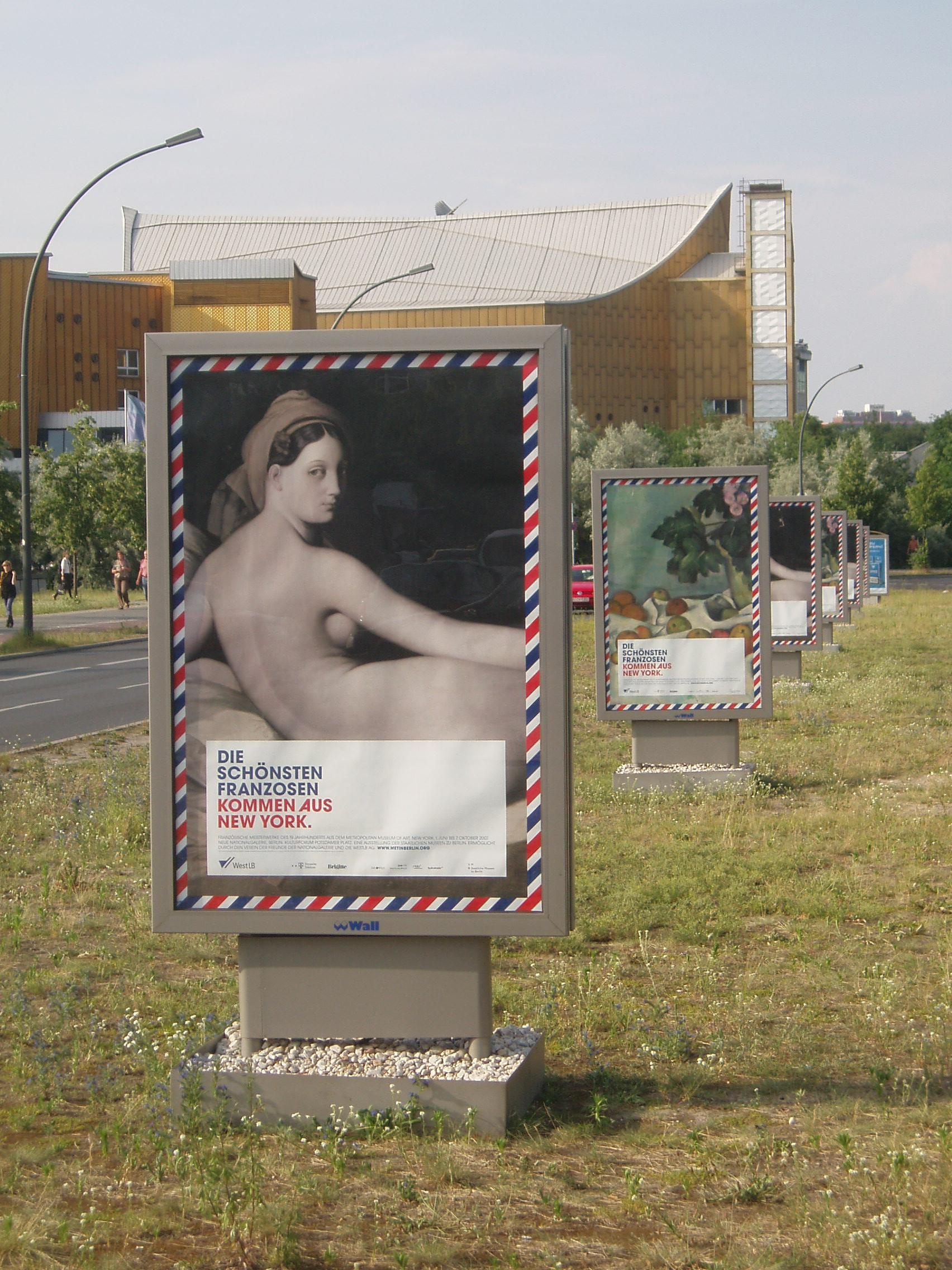
Plakate der „schönsten Franzosen“ vor der Neuen Nationalgalerie (im Hintergrund die Berliner Philharmonie)

Mehr als sechs Millionen Menschen haben die über 70 vom Verein seit dem Jahr 1984 finanzierten Ausstellungen besucht. Höhepunkt war die am 20. Februar 2004 eröffnete Ausstellung „Das MoMA in Berlin“. 1,2 Millionen Besucher strömten in die Neue Nationalgalerie. Dies war der bislang größte Erfolg des Fördervereins auf diesem Gebiet mit einem finanziellen Überschuss von 6,5 Millionen Euro aus Eintrittsgeldern, Katalogverkäufen sowie Erlösen aus dem Museumsshop. Die öffentliche Wirkung der Ausstellung war enorm.
Ausstellungen (Auswahl):
- „Karl Otto Götz“ (2013/14), Neue Nationalgalerie
- „Anton Graff: Gesichter einer Epoche“ (2013/14), Alte Nationalgalerie, 80.000 Besucher
- „Hilma af Klint: Eine Pionierin der Abstraktion“ (2013), Hamburger Bahnhof – Museum für Gegenwart, 80.000 Besucher
- „Anthony McCall: Five Minutes of Pure Sculpture“ (2012), Hamburger Bahnhof – Museum für Gegenwart, 100.000 Besucher
- „Gerhard Richter: Panorama“ (2012), Neue Nationalgalerie, 380.000 Besucher
- „Tomás Saraceno: Cloud Cities“ (2011/12), Hamburger Bahnhof – Museum für Gegenwart, 130.000 Besucher
- „Carsten Höller: Soma“ (2010/11), Hamburger Bahnhof – Museum für Gegenwart, 100.000 Besucher
- „Thomas Demand: Nationalgalerie“ (2009/10), Neue Nationalgalerie, 70.000 Besucher
- „Bilderträume. Die Sammlung Ulla und Heiner Pietzsch“ (2009/10), Neue Nationalgalerie, 190.000 Besucher
- „Joseph Beuys: Die Revolution sind wir“ (2008/09), Hamburger Bahnhof – Museum für Gegenwart, 100.000 Besucher
- „Das Universum Klee“ und „Jeff Koons. Celebration“ im Rahmen der Ausstellungsreihe „Kult des Künstlers“ (2008/09), Neue Nationalgalerie, 230.000 Besucher
- „Die schönsten Franzosen kommen aus New York“ (2007), Neue Nationalgalerie, 700.000 Besucher
- „Melancholie. Genie und Wahnsinn in der Kunst“ (2006), Neue Nationalgalerie, 270.000 Besucher
- Andy-Warhol-Retrospektive (2001/02), Neue Nationalgalerie, 200.000 Besucher
- „Picasso. Die Umarmung“ (2000), Neue Nationalgalerie, 200.000 Besucher
- „Paul Gauguin. Das verlorene Paradies“ (1998/99), Neue Nationalgalerie, 270.000 Besucher

### Preis der Nationalgalerie
Seit dem Jahr 2000 hinzugekommen ist der vom Verein gestiftete und alle zwei Jahre vergebene „Preis der Nationalgalerie“. Der Verein reagierte mit der Ausschreibung dieses Preises darauf, dass sich zu Beginn des vergangenen Jahrzehnts eine neue, junge Kunst- und Kulturszene in Berlin zu entwickeln begann. Junge Künstler aus der ganzen Welt kamen (und kommen) in die Kulturmetropole an die Spree, weil sie sich von der schöpferischen Atmosphäre der Stadt beflügelt und inspiriert fühlten.

### Förderpreis für Filmkunst
2011 hat der Verein in Kooperation mit der Deutschen Filmakademie außerdem den Förderpreisfür Filmkunst, vormals Preis der Nationalgalerie für junge Filmkunst, ins Leben gerufen, um den Austausch zwischen der filmenden und bildenden Kunst zu unterstützen. Der Preis wird alle zwei Jahre zusammen mit dem Preis der Nationalgalerie vergeben.